# Enfermidade de Eales
A enfermidade de Eales, também conhecida como angiopatia da retina juvenil ou periflebitis retiniana é uma enfermidade ocular caracterizada pela inflamação e possível bloqueio dos vasos sanguíneos da retina, o crescimento anormal de novos vasos e hemorragias vítreas e retinianas.
Esta patología foi descrita pela primeira vez em 1880 por Henry Eales.